# Howsep Arghutjan
Howsep II. Arghutjan Jerkajnabasuk (armenisch Հովսեփ Բ Արղության Երկայնաբազուկ; * 1743; † 9. Märzjul. / 21. März 1801greg. in Tiflis) war ein armenisch-russischer Erzbischof und Katholikos der Armenischen Apostolischen Kirche.

## Leben
Howseps Vater Schioch Beg stammte aus der Familie der Fürsten Mchargrdseli-Arghutaschwili, die zur armenisch-georgischen Großfamilie der Mchargrdseli-Sakarjans gehörten. Diese Familie teilweise kurdischen Ursprungs führte sich nach einer Familienlegende auf den Achämeniden Artaxerxes II. mit dem Spitznamen Langarm (entsprechend dem georgischen Namen Mchargrdseli und dem armenischen  Jerkajnabasuk) zurück. Historisch war sie ein Seitenzweig der Arzruni.
Howsep wurde 1773 Erzbischof der Armenier im Russischen Kaiserreich. Von Kaiser Paul I. erhielt er 1799 den Orden der Heiligen Anna. Er strebte die Vereinigung der Russisch-Orthodoxen Kirche und der Armenischen Apostolischen Kirche an.
Nach dem Russisch-Türkischen Krieg (1787–1791) und dem Frieden von Jassy gründete Howsep die Stadt Grigoriopol, in der neben Armeniern viele Christen aus Moldawien, der Walachei und Bessarabien angesiedelt wurden. Dank Howseps Wirkens schlossen sich in Transkaukasien die Khane der Schamacher und der Schuscher dem Russischen Reich an. Viele aus den Meliks in Bergkarabach, der Kura-Steppe und Sjunik sowie mehr als 30.000 Armenier nahmen die russische Staatsbürgerschaft an und siedelten sich auf russischem Gebiet an. Für seine Verdienste erhob Paul I. 1800 Howsep als Fürst Iosif Argutinski-Dolgoruki (Langarm) (russisch Иосиф Аргутинский-Долгорукий) mit seiner Familie in den Russischen Adel und bestätigte ihn als Patriarchen seines armenischen Volkes.
Der seit 1780 regierende Katholikos der Armenischen Apostolischen Kirche Lukas I. von Erzurum suchte den Schutz der russischen Regierung und wünschte sich Howsep als Nachfolger. Der Klerus in Wagharschapat wünschte sich den vom Osmanischen Reich unterstützten Patriarchen von Konstantinopel der Armenischen Apostolischen Kirche Daniel I. von Surmari als neuen Katholikos. Dank der Unterstützung des Kaisers Paul. I. und des Königs Georg XII. von Georgien wurde Howsep schließlich 1800 zum Katholikos gewählt und vom Iran anerkannt. Er starb 1801 in Tiflis auf dem Weg zu seiner Inthronisation in Wagharschapat. Er wurde in der St.-Gajane-Kirche in Wagharschapat beigesetzt. Sein Nachfolger wurde zunächst Daniel I. von Surmari, aber David V. Ghorganjan nahm ihn mit Unterstützung des Regenten von Georgien David Bagration in Wagharschapat gefangen und ließ sich von der Synode von Wagharschapat als Katholikos David V. anerkennen.
Howseps Enkel war der General Fürst Moisei Sacharowitsch Argutinski-Dolgoruki.
In Nachitschewan am Don steht seit 1999 ein Howsep-Denkmal.